# Eugenia neoverrucosa
Eugenia neoverrucosa là một loài thực vật có hoa trong Họ Đào kim nương. Loài này được Sobral mô tả khoa học đầu tiên năm 1995.